# Feldflieger-Abteilung 43
Feldflieger-Abteilung Nr. 43 – FFA 43 (Polowy oddział lotniczy nr 43) – jednostka obserwacyjna i rozpoznawcza lotnictwa niemieckiego Luftstreitkräfte z początkowego okresu I wojny światowej.

## Informacje ogólne
Jednostka została utworzona w drugim miesiącu I wojny światowej, w dniu 13 września 1914 roku z Festtungsfliegerabteilung 6 i weszła w skład większej jednostki 2 kompanii Batalionu Lotniczego nr 3. Jednostka uczestniczyła w walkach na froncie wschodnim.
7 grudnia 1916 roku jednostka została przeformowana i zmieniona we Fliegerabteilung 43 – (FA 43).

## Dowódcy eskadry
| Stopień   | Nazwisko  | Okres |
| --------- | --------- | ----- |
| porucznik | Donnevert |       |